# アントニス・ニコポリディス
アントニス・ニコポリディス（ギリシア語: Αντώνιος Νικοπολίδης, ラテン文字表記: Antonis Nikopolidis, 1971年1月14日 - ）は、ギリシャ・アルタ出身の元同国代表サッカー選手、現サッカー指導者。現役時代のポジションはゴールキーパー。

## 経歴
1987年にギリシャリーグ3部のアナゲニシ・アルタスFCに入団、1989年にギリシャリーグ強豪のパナシナイコスFCに移籍する。移籍後は怪我に苦しみ、1989-90シーズンに5試合のみ出場した後は4年間リーグ戦出場が1試合もなかったが、1994-95シーズンに移籍後初の先発出場を果たす。そして1997年からレギュラーに定着し、以後チームの中心選手となるが、リーグ戦ではオリンピアコスFCの前に2003-04シーズンまで優勝から遠ざかった。
一方、ギリシャ代表では1999年8月18日のエルサルバドル戦で代表初出場を果たす。その後2001年からに正GKに定着し、EURO2004予選では全8試合でわずか4失点に抑えてスペインを抑えグループ首位を確保し、24年ぶりの本戦出場を果たす。本大会の開幕前には「わが代表チームを愛して欲しい」とギリシャ国民へ訴えた。そして本大会では予選と同じく自らを中心とした堅守でギリシャは決勝トーナメントに進出。決勝トーナメントでもフランス、チェコを破り、決勝戦では開幕戦に続く対戦となった地元ポルトガルを完封し、初優勝を果たした。自身はチェコ代表のペトル・チェフとともに、EUROオールスターのGK部門に選ばれている。
EURO2004終了後、パナシナイコスの最大のライバルであるオリンピアコスへの移籍が決まる。同大会の制覇により、ギリシャはW杯出場の期待が高まったがこの頃からギリシャ代表の力が衰え始め、また自身にもミスが目立つようになった。ヨーロッパ代表として出場したコンフェデレーションズカップ2005では、グループリーグ最下位に終わる。さらにドイツW杯予選では、ウクライナ、トルコ、デンマークと同組になり、ギリシャは4位となり予選敗退となった。
EURO2008予選ではチームの若返りにも成功し復調、グループ首位で突破し、自身も守護神としての輝きを取り戻した。しかしながら本大会では全敗に終わり、グループステージ最後のスペイン戦をもってギリシャ代表から引退した。
現役引退後は指導者へ転身し、2012年から古巣であるオリンピアコスのアシスタントコーチを務める。2013年1月19日から1か月間は、レオナルド・ジャルディムに代わって暫定的にチームを率い、ミチェルが新監督に招聘されると引き続きアシスタントとしてクラブに残留した。2013年5月22日、クラブとの合意により退団することが発表された。2014年4月25日よりクラブに復帰。翌年3月2日に再びクラブを去ることが決定した。

## タイトル

### クラブ
パナシナイコス
- ギリシャ・スーパーリーグ : 1989-90, 1990-91, 1994-95, 1995-96, 2003-04
- キペロ・エラーダス : 1991, 1993, 1994, 1995, 2004
- ギリシャ・スーパーカップ（英語版） : 1993, 1994

オリンピアコス
- ギリシャ・スーパーリーグ : 2004-05, 2005-06, 2006-07, 2007-08, 2008-09, 2010-11
- キペロ・エラーダス : 2005, 2006, 2008, 2009
- ギリシャ・スーパーカップ（英語版） : 2007

### 代表
ギリシャ
- UEFA欧州選手権 : 2004

### 個人
- ギリシャ最優秀GK : 1999-00, 2001-02, 2002-03, 2003-04, 2004-05, 2005-06, 2007-08, 2008-09
- UEFA欧州選手権オールスター : 2004